# Dienstgrade der Feuerwehr in Hamburg
Die Dienstgrade der Feuerwehr in Hamburg reichen von dem Feuerwehrmann-Anwärter bzw. der Feuerwehrfrau-Anwärterin auf unterster Ebene der Freiwilligen Feuerwehr bis zum Oberbranddirektor bzw. der Oberbranddirektorin bei der Berufsfeuerwehr.

## Freiwillige Feuerwehr
Je nach Ausbildungsstand und Funktion wird ein Dienstgrad zugeordnet, wobei es nicht zwingend erforderlich ist, dass man auch alle unten genannten Lehrgänge – abgesehen von der Grundausbildung – für den jeweiligen Dienstgrad absolviert haben muss.

### Mannschaftsdienstgrade
- Feuerwehrmannanwärter (nicht abgeschlossene Grundausbildung)
- Feuerwehrmann (abgeschlossene Grundausbildung)
- Oberfeuerwehrmann (Maschinist, Atemschutzgeräteträger, Truppführer)
- Hauptfeuerwehrmann (existiert im aktiven Dienst fast nicht mehr, wird nur an Mitglieder, die in ihrer früheren Wehr, außerhalb Hamburgs, den Dienstgrad innehatten, zugeordnet; werden aber baldmöglichst zum Brandmeister ernannt)
- Brandmeister (Truppführer, Maschinist, Atemschutz, Sprechfunker, sonst. Sonderlehrgänge)

### Führungsdienstgrade
- Oberbrandmeister (wie Brandmeister und Gruppenführerlehrgang)
- Hauptbrandmeister (wie Oberbrandmeister und entsprechende Funktion (d. h. Erster Hauptbrandmeister gemäß VOFF §15, Gerätewart, Bereichsausbilder, Bereichsjugendfeuerwehrwart))

### Gewählte Führungsdienstgrade
Die gewählten Führungsdienstgrade werden mit Ende der Amtszeit wieder abgegeben, die ehemalige Führungskraft (ab Wehrführervertreter) hat den Rang eines Brandinspektors. In der Ehrenabteilung zählt dagegen der höchste jemals erreichte Dienstgrad. Ein ehemaliger Bereichsführer trägt also z. B. das Abzeichen eines Brandinspektors, bei Übertritt in die Ehrenabteilung wird er zum Bereichsführer a. D. und trägt wieder das Abzeichen eines Bereichsführers.
- Brandinspektor (Wehrführerstellvertreter muss von der Feuerwehr für sechs Jahre gewählt werden, Lehrgänge: u. a. Zugführer, Führer von Verbänden; Ehemalige Führungsdienste)
- Wehrführer (muss von der Feuerwehr für sechs Jahre gewählt werden, Lehrgänge: u. a. Zugführer, Leiter einer Feuerwehr, im Einsatz Zugführer als Führer einer Freiwilligen Feuerwehr (FF) mit 2 LF-Gruppen)
- Bereichsführervertreter (Wehrführer, der im Verhinderungsfall des Bereichsführers seine Einsatzfunktion ausübt)
- Bereichsführer (Verwalter aller Feuerwehren in seinem Bereich, bei Einsätzen mit min. 2 Freiwilligen Feuerwehren in seinem Bereich wird er zum Führer aller Freiwilligen Feuerwehren an der Einsatzstelle)
- Landesjugendfeuerwehrwart und -vertreter (Vertritt die Interessen der Jugendfeuerwehr Hamburg nach innen und außen. Er ist verantwortlich für die Koordination und Zusammenarbeit der Hamburger Jugendfeuerwehren)
- Landesbereichsführer-Vertreter Nord und Süd (seit 2005 eingeführt; unterstützt den Landesbereichsführer bei der Arbeit und vertritt ihn im Einsatzdienst; ab 3-4 FF an der Einsatzstelle anzutreffen)
- Landesbereichsführer (Leiter der Freiwilligen Feuerwehr Hamburg, wird ab je nach Lage ab dem 4. Alarm oder bei mehr als 4 FF an der Einsatzstelle gerufen)

### Dienstgradabzeichen

#### Schulterstücke
| Dienstgradgruppe                 | Feuerwehrfrauen / Feuerwehrmänner                         | Feuerwehrfrauen / Feuerwehrmänner                                   | Feuerwehrfrauen / Feuerwehrmänner                                            | Feuerwehrfrauen / Feuerwehrmänner      |
| -------------------------------- | --------------------------------------------------------- | ------------------------------------------------------------------- | ---------------------------------------------------------------------------- | -------------------------------------- |
| Schulterklappe Jacke Dienstanzug |                                                           |                                                                     |                                                                              |                                        |
| Dienstgrad                       | Feuerwehrfrau-Anwärterin/ Feuerwehrmann-Anwärter          | Feuerwehrfrau/ Feuerwehrmann                                        | Oberfeuerwehrfrau/ Oberfeuerwehrmann                                         | Hauptfeuerwehrfrau/ Hauptfeuerwehrmann |
| Abkürzung                        | FFA/FMA                                                   | FF/FM                                                               | OFF/OFM                                                                      | HFF/HFM                                |
| Voraussetzung                    | vorläufige Aufnahme, nicht abgeschlossene Grundausbildung | Truppmann und endgültige Aufnahme nach 2 Jahren Dienstzugehörigkeit | Truppführer mit Sonderfunktion und mindestens drei Jahre Dienstzugehörigkeit |                                        |

| Dienstgradgruppe                 | Brandmeisterinnen / Brandmeister                                             | Brandmeisterinnen / Brandmeister                            | Brandmeisterinnen / Brandmeister                                            |
| -------------------------------- | ---------------------------------------------------------------------------- | ----------------------------------------------------------- | --------------------------------------------------------------------------- |
| Schulterklappe Jacke Dienstanzug |                                                                              |                                                             |                                                                             |
| Dienstgrad                       | Brandmeister/in                                                              | Oberbrandmeister/in                                         | Hauptbrandmeister/in                                                        |
| Abkürzung                        | BM                                                                           | OBM                                                         | HBM                                                                         |
| Voraussetzung                    | Truppführer mit Sonderfunktion und mindestens vier Jahre Dienstzugehörigkeit | Gruppenführer und mindestens fünf Jahre Dienstzugehörigkeit | Gruppenführer, Gerätewart und/oder Bereichsausbilder im eingesetzten Dienst |

| Dienstgradgruppe | Leitung der Freiwilligen Feuerwehr und Jugendfeuerwehr                                                                                       | Leitung der Freiwilligen Feuerwehr und Jugendfeuerwehr                                            | Leitung der Freiwilligen Feuerwehr und Jugendfeuerwehr               | Leitung der Freiwilligen Feuerwehr und Jugendfeuerwehr |
| --- | --- | ------------------------------------------------------------------------------------------------- | -------------------------------------------------------------------- | --- |
| Schulterklappe Jacke Dienstanzug | |                                                                                                   |                                                                      | |
| Dienstgrad bzw. Bedeutung | Erster Hauptbrandmeister | Brandinspektor                                                                                    | Wehrführer/in                                                        | Stellv. Bereichsführer/in |
| Abkürzung | 1.HBM | BI oder funktionsbezogen: WF/V                                                                    | WF                                                                   | BERF/V, LJFW/V |
| Voraussetzung | Gruppenführer, Gerätewart und/oder Bereichsausbilder im eingesetzten Dienst                                                                  | Zugführer und Führungslehrgänge sowie gewählter stellv. Wehrführer sowie ehemalige Führungskräfte | Zugführer und Führungslehrgänge, gewählter Wehrführer                | BERF/V: aktiver Wehrführer, als stellv. Bereichsführer gewählt LJFW/V: Zugführer und Führungslehrgänge sowie gewählter stellv. Landesjugendfeuerwehrwart/in sowie ehemalige Führungskräfte |
| Dienstgradgruppe | Leitung der Freiwilligen Feuerwehr und Jugendfeuerwehr                                                                                       | Leitung der Freiwilligen Feuerwehr und Jugendfeuerwehr                                            | Leitung der Freiwilligen Feuerwehr und Jugendfeuerwehr               | Leitung der Freiwilligen Feuerwehr und Jugendfeuerwehr |
| Schulterklappe Jacke Dienstanzug | |                                                                                                   |                                                                      | |
| Dienstgrad bzw. Bedeutung | Bereichsführer/in Landesjugendfeuerwehrwart Referent des LBF                                                                                 | Stabsleiter/in/ stellv. Landesbereichsführer/in                                                   | Landesbereichsführer/in                                              | |
| Abkürzung | BERF, LJFW, LBF/R | LBF/V                                                                                             | LBF                                                                  | |
| Voraussetzung LJFW/V: Zugführer und Führungslehrgänge sowie gewählter stellv. Landesjugendfeuerwehrwart/in sowie ehemalige Führungskräfte | BERF: Absolvierung von Praktika in verschiedenen Abteilungen, gewählter Bereichsführer LJFW: Zugführer und Führungslehrgänge, gewählter LJFW | Einweisungslehrgang in Stabsarbeit, gewählter stellv. Landesbereichführer/in                      | Einweisungslehrgang in Stabsarbeit, gewählter Landesbereichführer/in | |

#### Dienstmütze
- Feuerwehrmann bis Hauptfeuerwehrmann: schwarz lackiertes Mützenband
- Brandmeister bis Hauptbrandmeister: silber/rot-durchwirkte Mützenkordel
- Brandinspektor – Landesbereichsführer: silberne Mützenkordel

Es gibt keine Ärmelabzeichen, außer dem Landeswappen (Berufsfeuerwehr und Freiwillige Feuerwehr gleichartig), keine Funktions-, Dienstzeit- oder sonstige Ärmelabzeichen.

## Berufsfeuerwehr

### Laufbahngruppe 1, 2. Einstiegsamt (ehemals mittlerer feuerwehrtechnischer Dienst)
- Brandmeisteranwärter (Laufbahnbewerber in Ausbildung)
- Brandmeister
- Oberbrandmeister
- Hauptbrandmeister

Der Hauptbrandmeister mit Amtszulage ist kein Dienstgrad, sondern eine Dienststellung.

### Laufbahngruppe 2, 1. Einstiegsamt (ehemals gehobener feuerwehrtechnischer Dienst)
- Brandoberinspektoranwärter (Laufbahnbewerber in Ausbildung)
- Brandinspektor
- Brandoberinspektor
- Brandamtmann
- Brandamtsrat
- Brandrat

Der Brandinspektoranwärter ist kein Dienstgrad, die Aufstiegsbeamten sind weiterhin BM/OBM/HBM mit entsprechendem Zusatz BIA.

### Laufbahngruppe 2, 2. Einstiegsamt (ehemals höherer feuerwehrtechnischer Dienst)
- Brandreferendar (Laufbahnbewerber in Ausbildung)
- Brandrat
- Oberbrandrat
- Branddirektor (Abteilungs- und Referatsleiter)
- Leitender Branddirektor (stv. Amtsleiter, Abteilungsleiter)
- Oberbranddirektor (Amtsleiter)

### Dienstgradabzeichen

#### Schulterstücke
| Dienstgradgruppe                 | Laufbahngruppe 1, 2. Einstiegsamt | Laufbahngruppe 1, 2. Einstiegsamt | Laufbahngruppe 1, 2. Einstiegsamt | Laufbahngruppe 1, 2. Einstiegsamt |
| -------------------------------- | --------------------------------- | --------------------------------- | --------------------------------- | --------------------------------- |
| Schulterklappe Jacke Dienstanzug |                                   |                                   |                                   |                                   |
| Dienstgrad                       | Brandmeister-Anwärter/in          | Brandmeister                      | Oberbrandmeister                  | Hauptbrandmeister                 |
| Abkürzung                        | BM-A                              | BM                                | OBM                               | HBM                               |
| Besoldungsgruppe                 |                                   | A7                                | A8                                | A9                                |

| Dienstgradgruppe                 | Laufbahngruppe 2, 1. Einstiegsamt | Laufbahngruppe 2, 1. Einstiegsamt | Laufbahngruppe 2, 1. Einstiegsamt | Laufbahngruppe 2, 1. Einstiegsamt | Laufbahngruppe 2, 1. Einstiegsamt |
| -------------------------------- | --------------------------------- | --------------------------------- | --------------------------------- | --------------------------------- | --------------------------------- |
| Schulterklappe Jacke Dienstanzug |                                   |                                   |                                   |                                   |                                   |
| Dienstgrad                       | Brandoberinspektor-Anwärter/in    | Brandinspektor                    | Brandoberinspektor                | Brandamtmann                      | Brandamtsrat                      |
| Abkürzung                        | BOI-A                             | BI                                | BOI                               | BRA                               | BRAR                              |
| Besoldungsgruppe                 |                                   | A9                                | A10                               | A11                               | A12                               |

| Dienstgradgruppe                 | Laufbahngruppe 2, 2. Einstiegsamt | Laufbahngruppe 2, 2. Einstiegsamt | Laufbahngruppe 2, 2. Einstiegsamt | Laufbahngruppe 2, 2. Einstiegsamt | Laufbahngruppe 2, 2. Einstiegsamt | Laufbahngruppe 2, 2. Einstiegsamt | Laufbahngruppe 2, 2. Einstiegsamt |
| -------------------------------- | --------------------------------- | --------------------------------- | --------------------------------- | --------------------------------- | --------------------------------- | --------------------------------- | --------------------------------- |
| Schulterklappe Jacke Dienstanzug |                                   |                                   |                                   |                                   |                                   |                                   |                                   |
| Dienstgrad                       | Brandreferendar                   | Brandrat                          | Oberbrandrat                      | Branddirektor                     | Leitender Branddirektor           | Oberbranddirektor                 | Landesfeuerwehrarzt               |
| Abkürzung                        | BRef                              | BR                                | OBR                               | BD                                | LBD                               | OBD                               |                                   |
| Besoldungsgruppe                 | A13                               | A13                               | A14                               | A15                               | A16/B3                            | B4                                |                                   |

#### Dienstmütze
- Brandmeisteranwärter: schwarz lackiertes Mützenband
- Brandmeister – Oberbranddirektor: silberne Mützenkordel

## Funktionskennzeichnung im Einsatz

### Helmkennzeichnung
| Kennzeichnung | Freiwillige Feuerwehr                                | Berufsfeuerwehr                           |
| ------------- | ---------------------------------------------------- | ----------------------------------------- |
|               | Gruppenführer                                        | Hauptbrandmeister                         |
|               | Wehrführer-Vertreter                                 | Fahrzeugführer                            |
|               | Bereichsführer, Bereichsführer-Vertreter, Wehrführer | Zugführer                                 |
|               | Landesbereichsführer, Landesbereichsführer-Vertreter | FL-Dienst, A-Dienst, B-Dienst             |
|               | 4-stellige Wehrnummer                                | 2-stellige Feuer und Rettungswachennummer |
|               | –                                                    | A-Dienst                                  |
|               | –                                                    | B-Dienst                                  |
|               | –                                                    | U-Dienst                                  |
|               | –                                                    | Pressesprecher                            |

### Funktionskoller
Funktionskoller dienen der Kenntlichmachung von Führungsdiensten bzw. Einsatzfunktionen. Kennzeichnungswesten werden nicht verwendet.
| Freiwillige Feuerwehr                                           | Berufsfeuerwehr                                                 |
| --------------------------------------------------------------- | --------------------------------------------------------------- |
| Kein Koller. "FEUERWEHR HAMBURG" auf Schutzkleidung aufgedruckt | Kein Koller. "FEUERWEHR HAMBURG" auf Schutzkleidung aufgedruckt |
| –                                                               | Fahrzeugführer                                                  |
| Wehrführung                                                     | Zugführer                                                       |
| Bereichsführung                                                 | Einsatzführungsdienst B                                         |
| Landesbereichsführung                                           | Einsatzführungsdienst A oder Feuerwehr-Leitungsdienst           |
| –                                                               | Umweltschutzdienst                                              |
| –                                                               | Leitender Notarzt                                               |
| –                                                               | Organisatorischer Leiter Rettungsdienst                         |
| –                                                               | Pressesprecher                                                  |
| –                                                               | Ausbilder an der Feuerwehrakademie Hamburg                      |